# Casa cantoniera

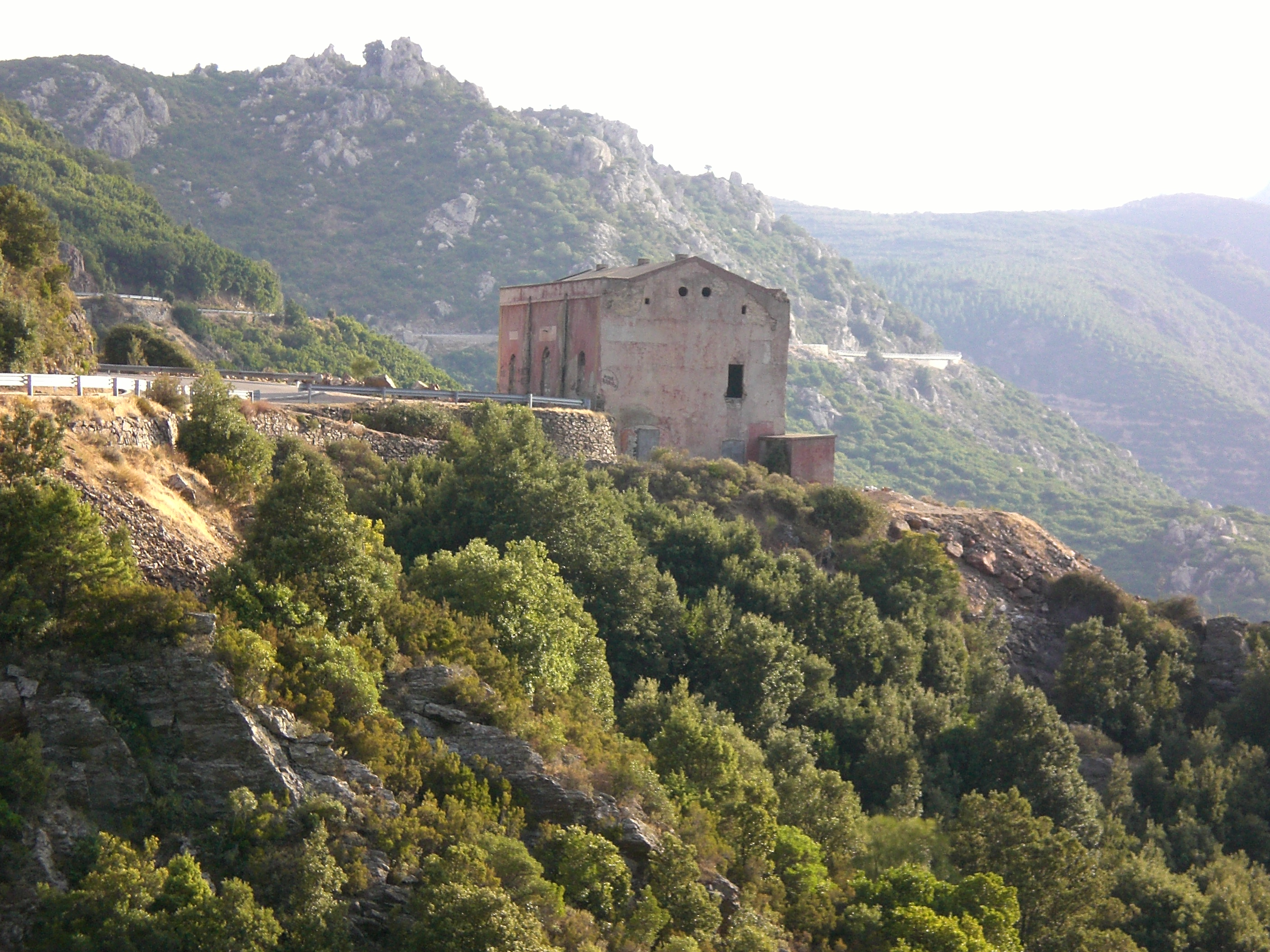
La vecchia casa cantoniera di Bidiculai, Supramonte di Urzulei sull'Orientale Sarda

Le case cantoniere sono immobili di proprietà demaniale e gestiti dall'ANAS, caratterizzati dal tipico colore rosso pompeiano dell'intonaco. Prendono il nome dai cantonieri, gli operai addetti alla manutenzione delle strade, che per esigenze di servizio avevano necessità di alloggiare nei pressi del luogo di lavoro, lungo le strade statali italiane.

## Storia
Nel corso degli anni ottanta del XX secolo, per eccessivi costi, ne sono state dismesse numerose. Successivamente, a seguito del processo di declassamento di strade statali avvenuto nel 2001, ne sono state dismesse molte altre; alcune sono state semplicemente chiuse, mentre altre sono passate agli enti regionali o provinciali.
Ne rimangono aperte ancora, specie nel sud o nei centri principali. Dove le case cantoniere sono state chiuse, la gestione manutentiva è affidata, in genere, all'ANAS.

## Caratteristiche
Distribuite su tutte le strade statali storiche italiane, all'interno delle case cantoniere vengono custoditi i mezzi e le attrezzature utilizzate per espletare le operazioni di manutenzione delle strade statali.
Sono in genere affiancate da autorimesse o depositi e, in passato, erano adibite a residenza della famiglia del cantoniere addetto alla manutenzione del cantone, un tratto di strada lungo in media 5 chilometri. In alcuni casi venivano costruite al confine fra due cantoni e ospitavano le famiglie dei due cantonieri.
Anche lungo le reti ferroviarie si trovano delle strutture simili, che prendono il nome di casello ferroviario.

## All'estero
Fabbricati con funzioni analoghe alle case cantoniere italiane sono presenti anche in altri Paesi, come ad esempio in Germania e in Portogallo.

## Galleria d'immagini

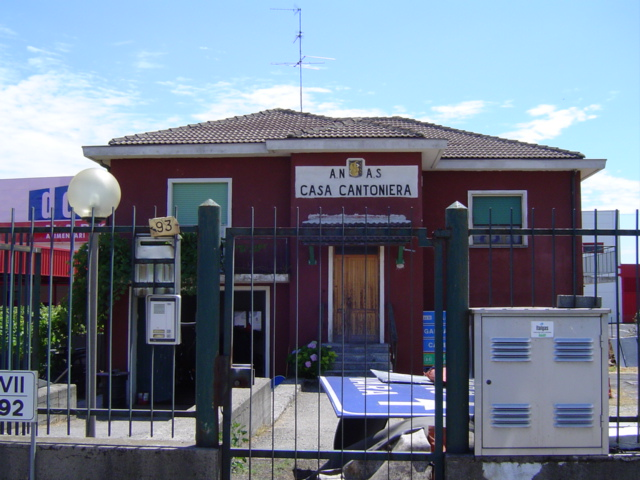
Casa cantoniera a Novara, ex SS ora SP 11 Padana Superiore
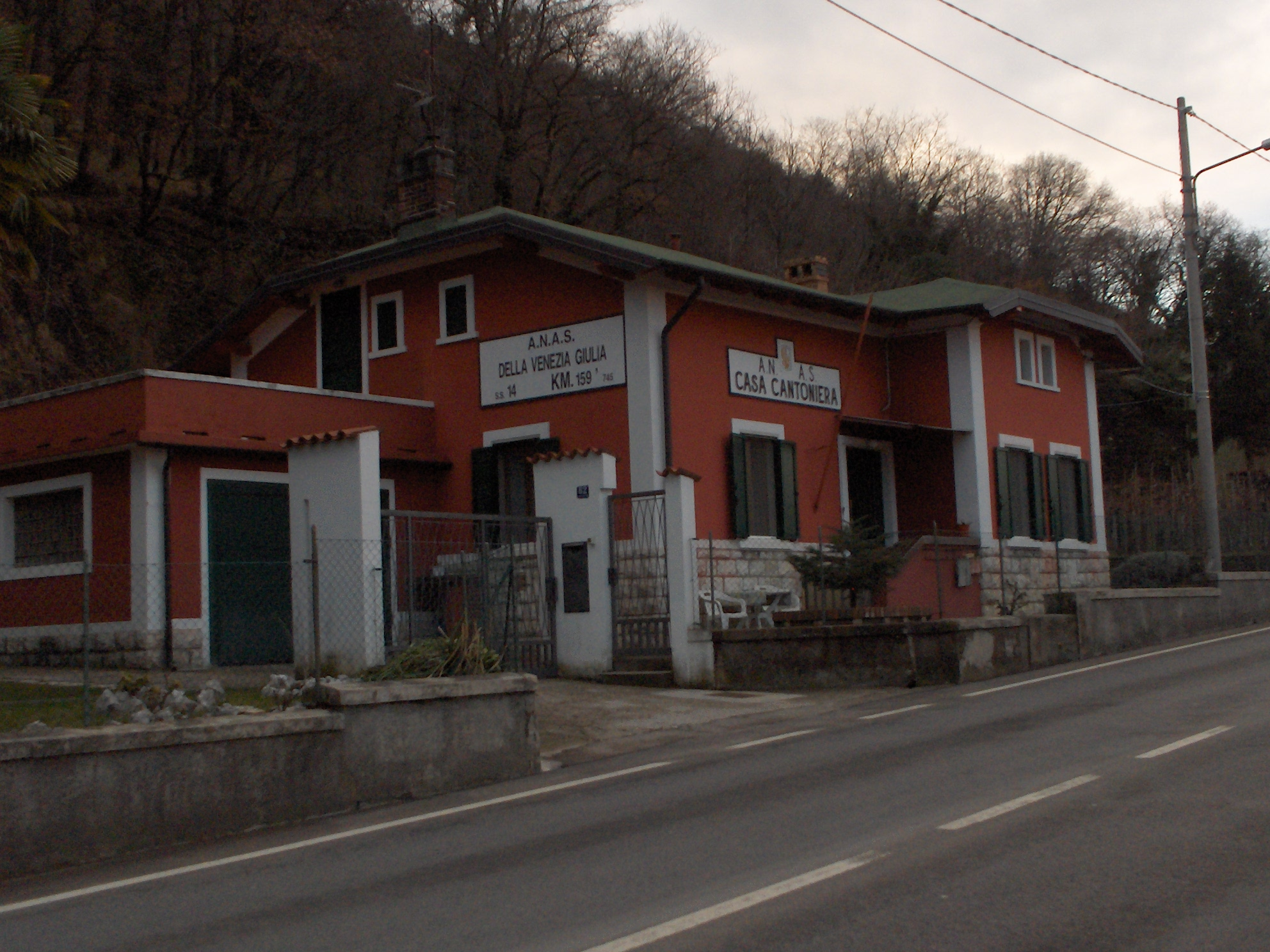
Casa cantoniera sulla SS 14 della Venezia Giulia, nei pressi di Trieste
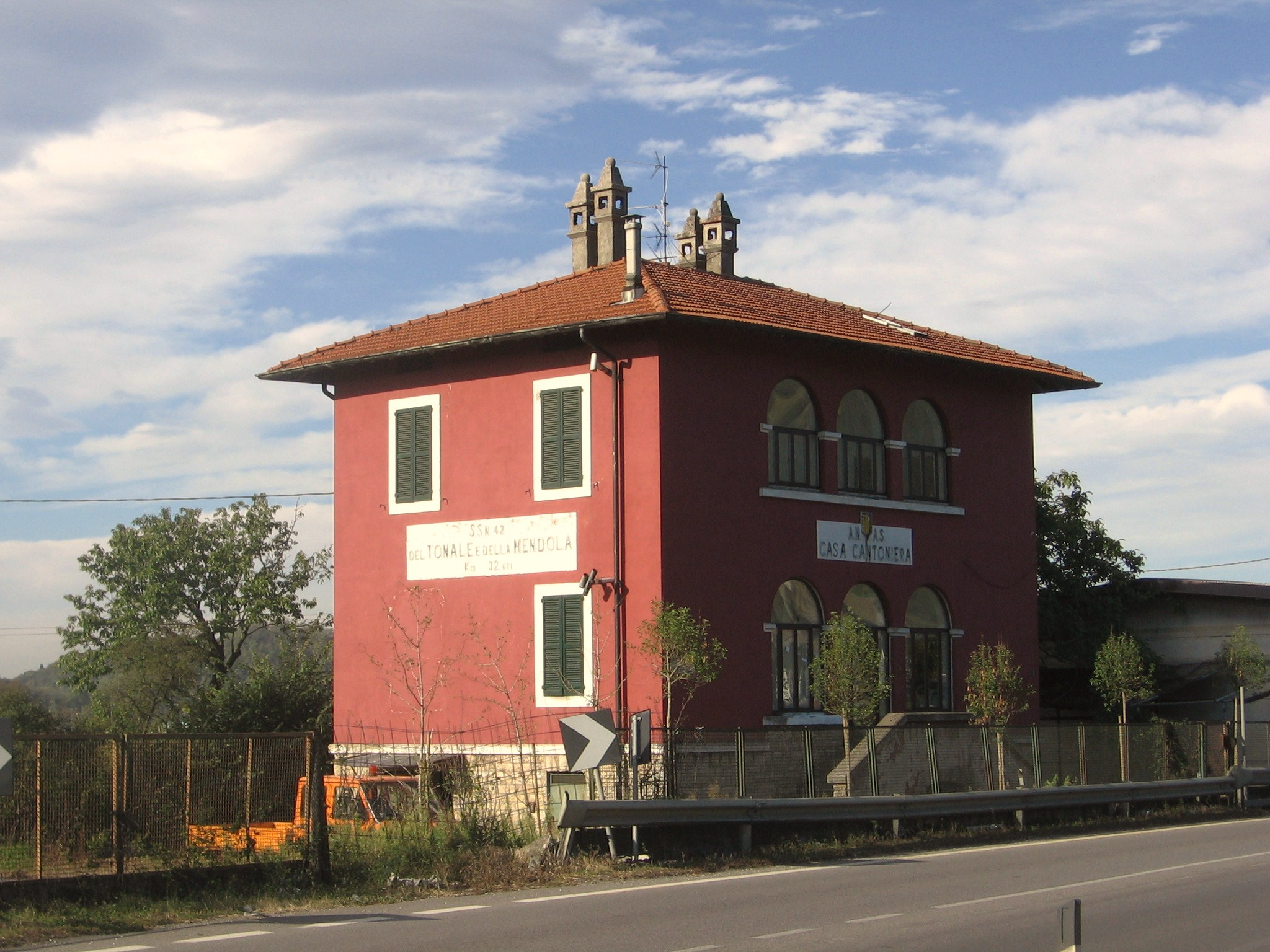
Casa cantoniera a San Paolo d'Argon (BG) sulla SS 42 del Tonale e della Mendola
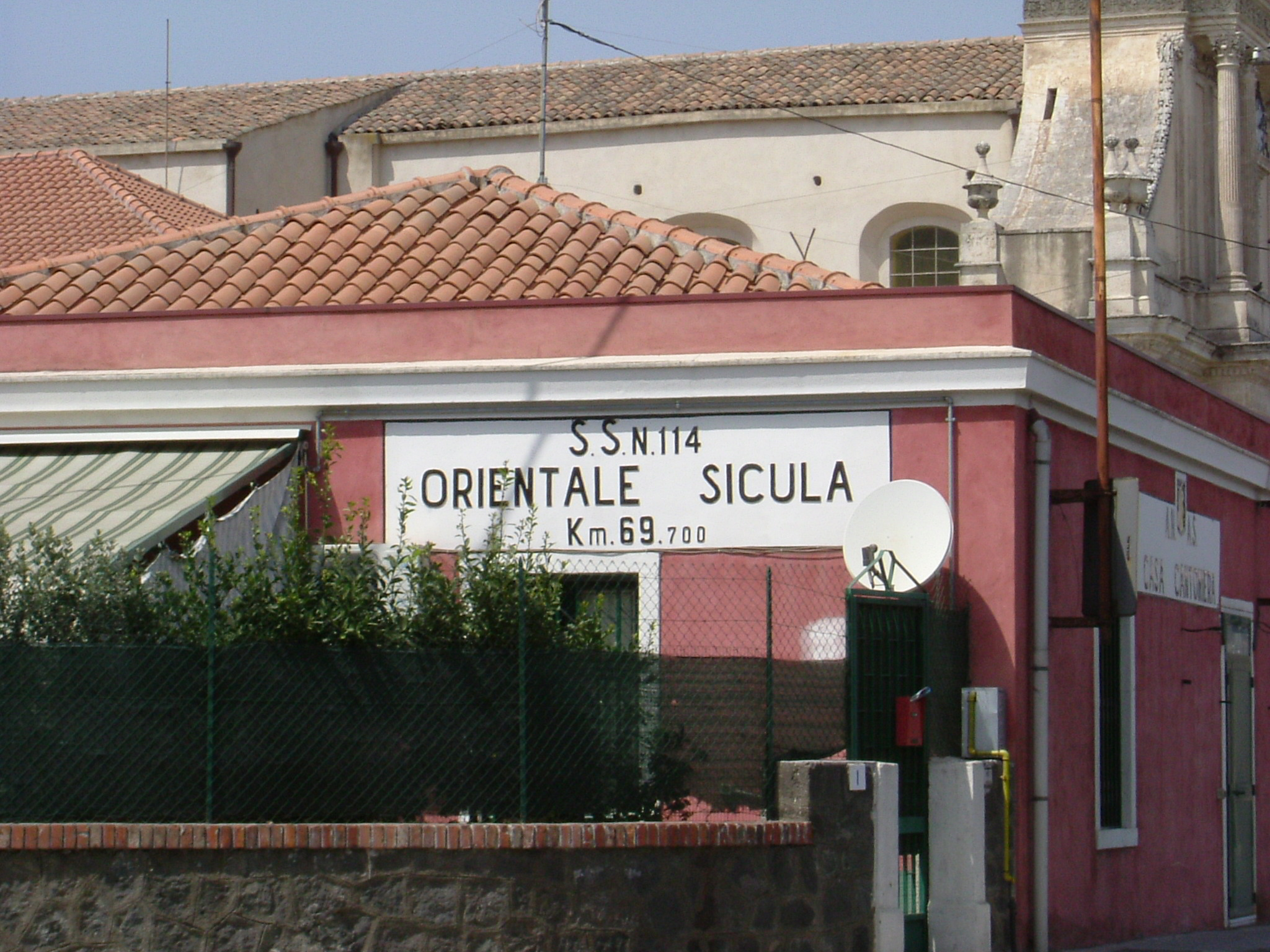
Casa cantoniera sulla SS 114 Orientale Sicula, a Trepunti di Giarre (CT)